# Xian de Dai
Pour les articles homonymes, voir Dai.
Le xian de Dai (代县 ; pinyin : Dài Xiàn) est une subdivision de la province du Shanxi en Chine. Il est placé sous la juridiction administrative de la ville-préfecture de Xinzhou.

## Histoire
Par sa position géographique stratégique, en l'occurrence sa proximité de la Grande Muraille, la ville de Daixian (autrefois Daizhou) occupa un important point de force militaire et ce, depuis la dynastie des Han.
Sous la dynastie Yuan, mongole, un grand chörten (stūpa du culte tibétain) y fut érigé.

## Démographie
La population du district était de 200 419 habitants en 1999.